# Dzithankov
Dzithankov (armeniska: Ձիթհանքով) är en ort i Armenien. Den ligger i provinsen Sjirak, i den västra delen av landet, 70 kilometer nordväst om huvudstaden Jerevan. Dzithankov ligger 1 749 meter över havet och antalet invånare är 1 162.
Terrängen runt Dzithankov är huvudsakligen kuperad, men åt sydväst är den platt. Terrängen runt Dzithankov sluttar västerut. Närmaste större samhälle är Maralik, 8,3 kilometer nordost om Dzithankov.
Trakten runt Dzithankov består i huvudsak av gräsmarker. Runt Dzithankov är det ganska tätbefolkat, med 60 invånare per kvadratkilometer.